# Walter F. Tschudin
Walter Friedrich (gen. Fritz) Tschudin-Schneider (* 23. Juli 1898 in Basel; † 6. April 1987) war ein Chemiker, Papierhistoriker, Wasserzeichenforscher und Gründer des Museums Basler Papiermühle.

## Leben

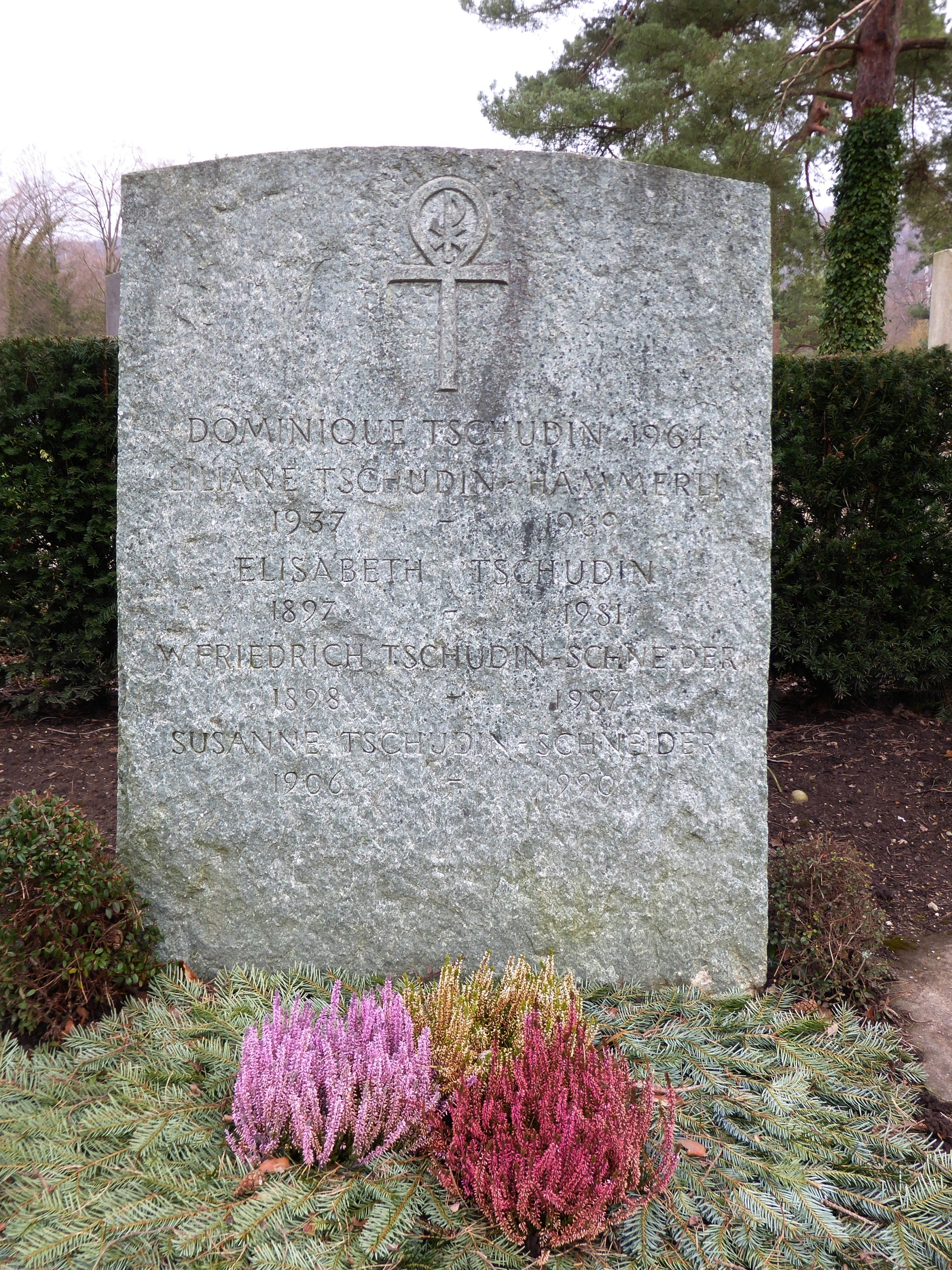
Familiengrab auf dem Friedhof am Hörnli

Walter «Fritz» Tschudin war Sohn des Strassenmeisters Johann Friedrich Tschudin (1875–1952) und der Elisabeth Tschudin-Degen (1875–1906). Nach dem Schulabschluss wurde er zunächst Laborant und studierte dann Chemie. Die Promotion erfolgte 1927. Nach einer Lehramtstätigkeit an der Gewerbeschule Basel von 1927 bis 1929 war er von 1929 bis 1933 bei Habisreutinger & Cie., Flawil, und von 1934 bis 1963 in der Applikationsabteilung für Farbstoffe bei der Firma Sandoz AG, Basel tätig. Die Pensionierung erfolgte 1964.
Die berufliche Tätigkeit im Bereich der Papierfärberei erweckte sein Interesse für papiergeschichtliche Fragen. Zum einen befasste er sich mit verschiedenen Aspekten der asiatischen Papiermacherei, zum anderen stellte er vertiefte Nachforschungen zur Geschichte der Papierherstellung in seiner Heimatstadt Basel an. Die Papiermitteilungen der Sandoz AG (Basel/Schweiz) boten ihm für die Jahre 1948 bis 1964 Gelegenheit, in jährlichem Abstand einschlägige Publikationen zu bewerkstelligen und ein breiteres Interesse für papiergeschichtliche Fragestellungen zu wecken. Besondere Aufmerksamkeit fanden dabei künstlerische Papiermacher-Darstellungen von Elias Porzelius, Jan und Kaspar Luyken oder Jost Amman.
In diesem Zeitraum setzte eine rege Sammeltätigkeit ein. Die Schweizerische Papierhistorische Sammlung entstand als Privatinitiative und fand im Schweizerischen Museum für Volkskunde an der Augustinergasse Gastrecht. Aus dieser Initiative entwickelte sich das Schweizerische Museum für Papier, Schrift und Druck, für das sich der Sohn Peter F. Tschudin (* 1932) stark engagierte. Die Basler Papiermühle befindet sich seit 1980 am St. Alban-Teich.
Tschudin fand seine letzte Ruhestätte auf dem Friedhof am Hörnli.

## Ehrungen
- 1984: Ehrenrings Papiergeschichte, verliehen durch den Verein der Zellstoff- und Papier-Chemiker und -Ingenieure (Verein Zellcheming)[8]

## Nachlass
- Staatsarchiv des Kantons Basel-Stadt (Archiv)[9]

## Publikationen (Auswahl)
- The ancient Paper-Mills of Basle and their marks. The Paper Publications Society, Hilversum 1958 (= Monumenta chartae papyraceae historiam illustrantia. 7).
- Stand der Forschung über die schweizerischen Papiermühlen, Papier- und Kartonfabriken und deren Marken zur Zeit der Schweizerischen Landesausstellung 1964. Studie des Schweizerischen Papiermuseums in Basel. In: Textil-Rundschau. 19 (1964), Nr. 3, S. 147–157; 4, S. 208–216; 5, S. 263–273.